# Nuoto ai XVI Giochi paralimpici estivi - Uomini 50 metri farfalla
Le gare di nuoto 50 metri farfalla uomini ai XVI Giochi paralimpici estivi si sono svolte tra il 27 agosto e il 3 settembre 2021 presso il Tokyo Aquatics Centre. 

## Programma
Sono stati disputati 3 eventi, articolati in una serie di batterie di qualificazione in mattinata; la finale è stata disputata nel pomeriggio/sera del medesimo giorno.
| Evento | Data   | Data   | Data   | Data   | Data   | Data   | Data   | Data   | Data   | Data   | Data  | Data  | Data  | Data  | Data  | Data  |
| Evento | Ven 27 | Ven 27 | Sab 28 | Sab 28 | Dom 29 | Dom 29 | Lun 30 | Lun 30 | Mar 31 | Mar 31 | Mer 1 | Mer 1 | Gio 2 | Gio 2 | Ven 3 | Ven 3 |
| Evento | M      | P      | M      | P      | M      | P      | M      | P      | M      | P      | M     | P     | M     | P     | M     | P     |
| ------ | ------ | ------ | ------ | ------ | ------ | ------ | ------ | ------ | ------ | ------ | ----- | ----- | ----- | ----- | ----- | ----- |
| S5     | B      | F      |        |        |        |        |        |        |        |        |       |       |       |       |       |       |
| S6     |        |        |        |        |        |        | B      | F      |        |        |       |       |       |       |       |       |
| S7     |        |        |        |        |        |        |        |        |        |        |       |       |       |       | B     | F     |

| M | mattina | P | Pomeriggio/sera |

| B | Batterie di qualificazione | F | Finale per medaglia d'oro |

## Risultati
Tutti i tempi sono espressi in secondi.

### S5
| Pos. | Atleta             | Nazione                      | Tempo | Note            |
| ---- | ------------------ | ---------------------------- | ----- | --------------- |
|      | Zheng Tao          | Cina                         | 30,62 | Record mondiale |
|      | Wang Lichao        | Cina                         | 31,81 |                 |
|      | Yuan Weiyi         | Cina                         | 32,00 |                 |
| 4    | Yaroslav Semenenko | Ucraina                      | 35,13 |                 |
| 5    | Siyazbek Daliyev   | Kazakistan                   | 35,27 |                 |
| 6    | Daniel Dias        | Brasile                      | 36,56 |                 |
| 7    | Kaede Hinata       | Giappone                     | 37,24 |                 |
| 8    | Abbas Karimi       | Atleti Paralimpici Rifugiati | 38,16 |                 |

### S6
| Pos. | Atleta                        | Nazione    | Tempo | Note |
| ---- | ----------------------------- | ---------- | ----- | ---- |
|      | Wang Jingang                  | Cina       | 30,81 |      |
|      | Jia Hongguang                 | Cina       | 31,54 |      |
|      | Nelson Crispin Corzo          | Colombia   | 31,77 |      |
| 4    | Laurent Chardard              | Francia    | 32,29 |      |
| 5    | David Sanchez Sierra          | Spagna     | 32,49 |      |
| 6    | Yerzhan Salimgereyev          | Kazakistan | 32,53 |      |
| 7    | Gabriel Melone De Oliveira    | Brasile    | 33,01 |      |
| 8    | Alejandro Yared Rojas Cabrera | Spagna     | 33,60 |      |

### S7
| Pos. | Atleta                | Nazione     | Tempo | Note                |
| ---- | --------------------- | ----------- | ----- | ------------------- |
|      | Evan Austin           | Stati Uniti | 28,98 | Record panamericano |
|      | Andrii Trusov         | Ucraina     | 29,03 | Record europeo      |
|      | Carlos Serrano Zárate | Colombia    | 29,34 |                     |
| 4    | Wei Soong Toh         | Singapore   | 29,50 |                     |
| 5    | Yevhenii Bohodaiko    | Ucraina     | 29,70 |                     |
| 6    | Egor Efrosinin        | RPC         | 30,46 |                     |
| 7    | Inaki Basiloff        | Argentina   | 30,47 |                     |
| –    | Christian Sadie       | Sudafrica   | –     | squalificato        |